# Hydropsyche alanya
Hydropsyche alanya är en nattsländeart som beskrevs av Füsun Sipahiler 1987. Hydropsyche alanya ingår i släktet Hydropsyche och familjen ryssjenattsländor. Inga underarter finns listade i Catalogue of Life.